# GREAT VOYAGE '09 〜Mitsuharu Misawa,always in our hearts〜
GREAT VOYAGE '09 -Mitsuharu Misawa,always in our hearts-は、日本のプロレス団体プロレスリング・ノアの興行シリーズ「GREAT VOYAGE」（偉大なる航海）のひとつであり、今回はプロレスラーである三沢光晴（同団体前社長）の追悼興行として開催されている。

## 興行場所
- 2009年9月27日(日) 日本武道館
- 2009年10月3日(土) 大阪府立体育会館

## 対戦カード

### GREAT VOYAGE '09 in TOKYO-Mitsuharu Misawa,always in our hearts-
- 試合および試合結果

| タッグマッチ10分1本勝負                                       |    |                                          |
| 本田多聞 泉田純至                                             | vs | 志賀賢太郎 川畑輝鎮                      |
| 第1回ジュニア・ヘビー級リーグ戦出場者決定戦 時間無制限1本勝負 |    |                                          |
| 伊藤旭彦                                                      | vs | 平柳玄藩                                 |
| 第1回ジュニア・ヘビー級リーグ戦出場者決定戦 時間無制限1本勝負 |    |                                          |
| 青木篤志                                                      | vs | NOSAWA論外（東京愚連隊）                 |
| タッグマッチ30分1本勝負                                       |    |                                          |
| 金丸義信 菊地毅                                               | vs | 石森太二 リッキー・マルビン              |
| シングルマッチ 30分1本勝負                                    |    |                                          |
| 谷口周平                                                      | vs | バイソン・スミス                         |
| 6人タッグマッチ 45分1本勝負                                   |    |                                          |
| 秋山準 鈴木みのる（パンクラスMISSION） 杉浦貴                 | vs | 力皇猛 モハメド・ヨネ KENTA              |
| 6人タッグマッチ 45分1本勝負                                   |    |                                          |
| 森嶋猛 佐々木健介（健介オフィス） 中嶋勝彦（健介オフィス）    | vs | 天龍源一郎（フリー） 小川良成 鈴木鼓太郎 |
| 特別試合スペシャルタッグマッチ60分1本勝負                     |    |                                          |
| 田上明 武藤敬司（全日本プロレス）                             | vs | 小橋建太 高山善廣（高山堂）              |
| GHCヘビー級選手権試合60分1本勝負                              |    |                                          |
| 潮﨑豪 （第15代選手権者）                                     | vs | 齋藤彰俊 （挑戦者）                      |

### GREAT VOYAGE '09 in OSAKA-Mitsuharu Misawa,always in our hearts-
- 試合および試合結果

| 第1試合                                                  |    |                                                          |
|                                                          | vs |                                                          |
| シングルマッチ 45分1本勝負                               |    |                                                          |
| 杉浦貴                                                   | vs | 高山善廣（高山堂）                                       |
| 特別試合 スペシャルタッグマッチ 60分1本勝負              |    |                                                          |
| 田上明 川田利明（フリー）                                | vs | 秋山準 KENTA                                             |
| 6人タッグマッチ 45分1本勝負                              |    |                                                          |
| 潮﨑豪 小橋建太 蝶野正洋（新日本プロレス）               | vs | 力皇猛 モハメド・ヨネ 齋藤彰俊                           |
| 特別試合 GHCジュニアヘビー級タッグ選手権試合 60分1本勝負 |    |                                                          |
| 金丸義信 鈴木鼓太郎 （第10代選手権者）                   | vs | 邪道（新日本プロレス） 外道（新日本プロレス） （挑戦者） |